# Скопљанска сахат-кула
Скопљанска сахат-кула је шестоспратна сахат-кула, која се налази северно од Султан-Муратове џамије, у њеном дворишту. Кула је стационирана у Старој скопској чаршији, у централном делу Скопља.
Грађена је у периоду од 1566. до 1572. године и у то време била је прва сахат-кула на простору Османског царства.
Кула је изграђена на темељима средњовековне одбрамбене куле. Прво је била дрвена, али је касније дозидана цигла.

## Историја
Према доказима, кула је изграђена у периоду од 1566. до 1572. године, а сат је донесен из мађарског града Сигета. Током паљења Скопља 1689. године кула је претрпела велику штету, али је ипак остала у оригиналном облику, све до 1904. године, када је према наређењу Хафиз-паше преуређена. Током земљотреса у Скопљу 1963. године, кула је доста оштећена, као и сат, а касније је обновљена. Нови часовници су додати 26. маја 2008. године у оквиру пројекта општине Чаир за њену реконструкцију.

## Архитектура
О изгледу и сврси куле писао је велики број познатих путописаца. Тако је француски путописац Филип Дифрен-Кане забележио:
„У Скопљу постоји сат који се чује у целом граду, а сат откуцава на француски начин“
Према Мустафи хаџи-Калфу, овај торањ био је највећи међу свим торњевима хришћана, а сат је радио константно, при чему се звоно чуло на два сата.
На основу записа Мустафе хаџи-Калфе и Елвије Челебије претпоставља се да је конструкција торња у оригиналном облику била шестоугаона основа, а да је горњи део био изграђен од дрвене конструције. Након обнове 1904. године замењена је дрвена конструкција, са циглом, након чега је зграда потпуно опљачкана. До врха куле води 105 степеника.

## Галерија
- Поглед на кулу, 20. век
- Разгледница из 1931. године, џамија и Сахат кула
- Султан-Муратова џамија и кула 1939. године
- Минарет џамије и кула
- Сахат кула на разгледници, почетак 20. века
- Сахат кула и Султан-Муратова џамија, фотографисано 1916/1918